# Allamaye Halina

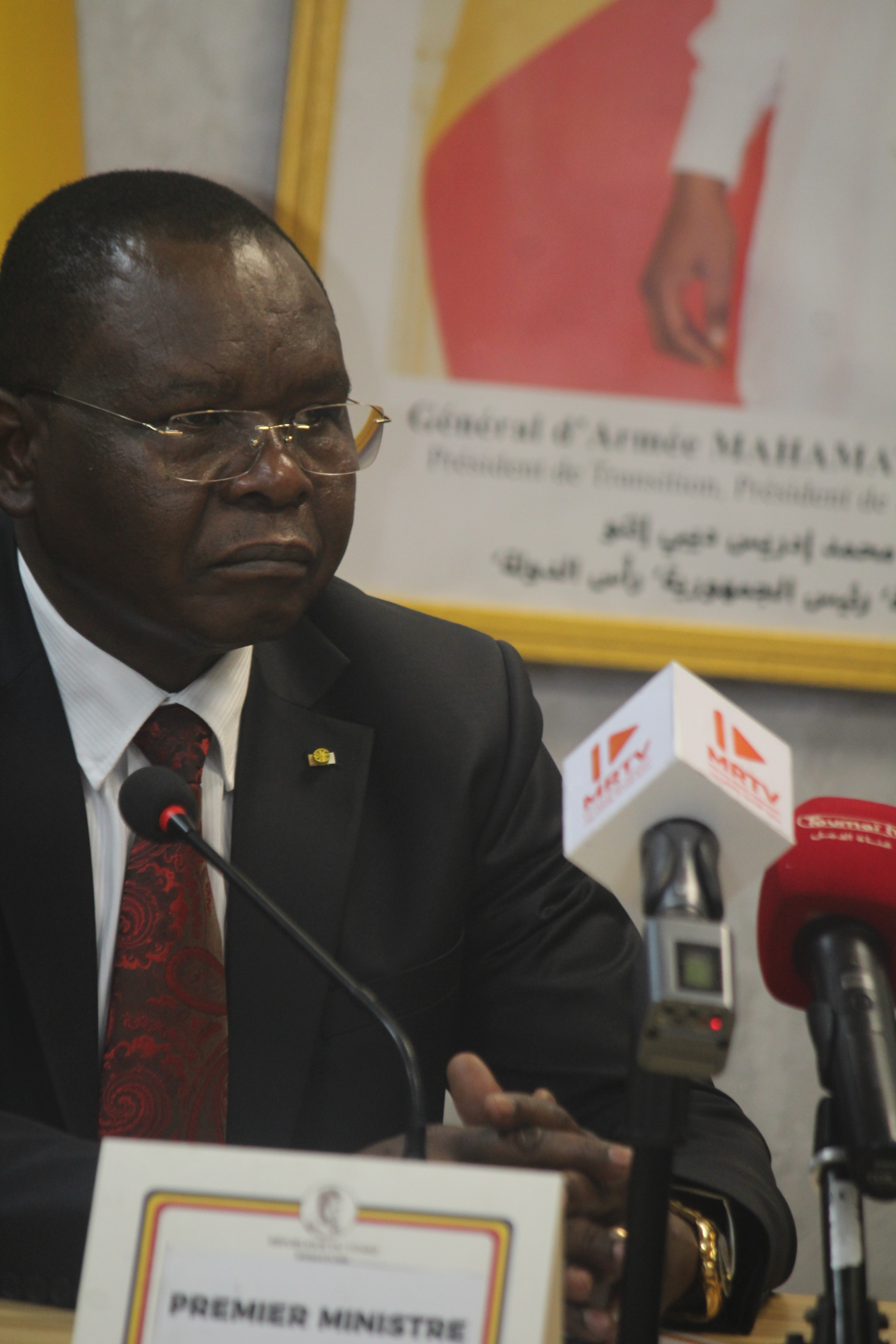
Allamaye Halina im Jahr 2024

Allamaye Halina (arabisch اللاماي هالينا, * 1. Januar 1967), auch Allah-Maye Halina, ist ein tschadischer Diplomat und Politiker. Er ist seit dem 23. Mai 2024 Premierminister der Republik Tschad.  

## Frühes Leben und Ausbildung
Allamaye Halina wurde am 1. Januar 1967 in Gounou Gaya, Mayo-Kebbi Est, geboren.
Er erwarb 1992 einen Bachelor-Abschluss in Geschichte und Geographie an der Universität N’Djamena. Anschließend absolvierte er ein Postgraduiertenstudium am Institut für Internationale Beziehungen in Kamerun und erwarb einen Master in Internationalen Beziehungen.

## Politik
Halina war von 2010 bis 2023 der Chef des Protokolls des tschadischen Präsidenten Idriss Déby. Im Jahr 2023 wurde er zum Botschafter des Tschad in China ernannt.
Am 23. Mai 2024, nach der Amtseinführung von Präsident Mahamat Idriss Déby, wurde Halina zum Premierminister des Tschad ernannt.
Nach seiner Ernennung zum Premierminister bezeichneten mehrere Analysten Halina als einen Techniker ohne politische Ambitionen, der nicht mit Präsident Mahamat Idriss Déby konkurrieren würde. Halina blieb Idriss Déby lange Zeit treu, und Mahamat Idriss Déby bezeichnete ihn als seinen "großen Bruder".